# Wereldkampioenschappen wielrennen 1989
De wereldkampioenschappen wielrennen 1989 werden gehouden op 27 augustus in het Franse Chambéry. De wegwedstrijd bij de elite mannen werd gewonnen door Greg LeMond, voor Dmitri Konysjev en Sean Kelly. Bij de elite dames won Jeannie Longo.
| Wegwedstrijd elite (259,35 km) |                     |          |
| Plaats                         | Naam                | Tijd     |
| Goud                           | Greg LeMond         | 6u45'59" |
| Zilver                         | Dmitri Konysjev     | z.t.     |
| Brons                          | Sean Kelly          | z.t.     |
| 4                              | Steven Rooks        | z.t.     |
| 5                              | Thierry Claveyrolat | +3"      |
| 6                              | Laurent Fignon      | z.t.     |
| 7                              | Martin Earley       | +10"     |
| 8                              | Gianni Bugno        | z.t.     |
| 9                              | Rolf Sørensen       | z.t.     |
| 10                             | Claude Criquielion  | z.t.     |
| 11                             | Marino Lejarreta    | +14"     |
| 12                             | Raúl Alcalá         | +42"     |
| 13                             | Steve Bauer         | z.t.     |
| 14                             | Tony Rominger       | z.t.     |
| 15                             | Erik Breukink       | z.t.     |
| 16                             | Peter Hilse         | z.t.     |
| 17                             | Camillo Passera     | z.t.     |
| 18                             | Federico Echave     | z.t.     |
| 19                             | Charly Mottet       | z.t.     |
| 20                             | Pedro Delgado       | +46"     |

1921 · 
1922 · 
1923 · 
1924 · 
1925 · 
1926 · 
1927 · 
1928 · 
1929 · 
1930 · 
1931 · 
1932 · 
1933 · 
1934 · 
1935 · 
1936 · 
1937 · 
1938 · 
1946 · 
1947 · 
1948 · 
1949 · 
1950 · 
1951 · 
1952 · 
1953 · 
1954 · 
1955 · 
1956 · 
1957 · 
1958 · 
1959 · 
1960 · 
1961 · 
1962 · 
1963 · 
1964 · 
1965 · 
1966 · 
1967 · 
1968 · 
1969 · 
1970 · 
1971 · 
1972 · 
1973 · 
1974 · 
1975 · 
1976 · 
1977 · 
1978 · 
1979 · 
1980 · 
1981 · 
1982 · 
1983 · 
1984 · 
1985 · 
1986 · 
1987 · 
1988 · 
1989 · 
1990 · 
1991 · 
1992 · 
1993 · 
1994 · 
1995 · 
1996 · 
1997 · 
1998 · 
1999 · 
2000 · 
2001 · 
2002 · 
2003 · 
2004 · 
2005 · 
2006 · 
2007 · 
2008 · 
2009 ·
2010 · 
2011 · 
2012 · 
2013 · 
2014 · 
2015 · 
2016 · 
2017 · 
2018 · 
2019 · 
2020 ·
2021 ·
2022 ·
2023 ·
2024 ·
2025 ·
2026